# 粒级层理

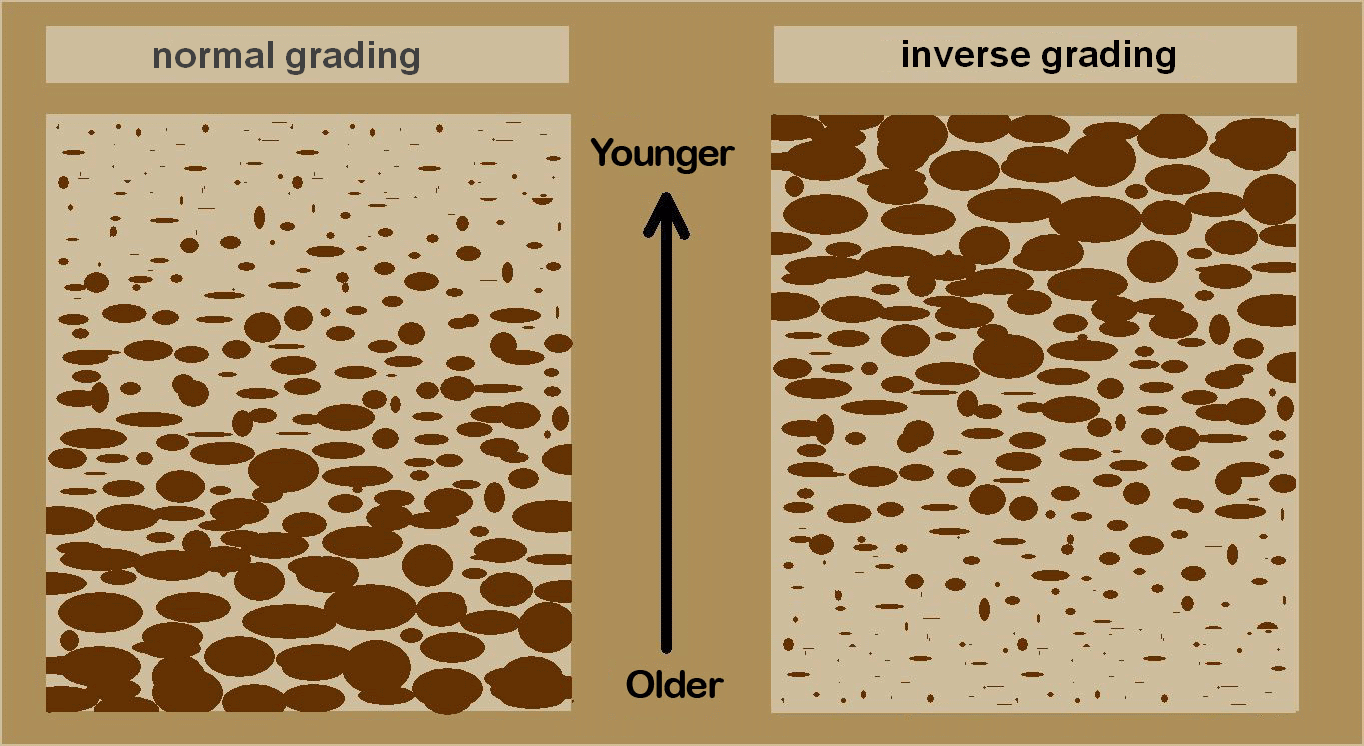
示意圖顯示兩種粒级层理：正常（粗粒在下）與反常（粗粒在上）

粒级层理（英語：graded bedding）是一種層理，也是沉積構造的一種。其特徵是在一地層中，由底往上顆粒由大變小或由小變大。最常見的是正向粒级层理，是底部顆粒較粗向上逐漸變細的沉積物。這代表水流速度隨著時間而降低的沉積環。粒级层理也可以在一次快速沉積事件期間形成。例如在一層濁積流地層可看到粒级层理，它代表浊積流在運行中，一旦受阻，在短暂時間内水流會減弱。它所繫帶的粗粒的沉積物首先沉積，隨著較細的顆粒也隨之沉積下來。反向粒级层理的顆粒是由下向上變粗。此種反向粒级层理可在風成岩看到。

## 成因
粒级层理是在已經岩石化的水平面上，對碎屑顆粒根據大小和形狀進行分類。沉積岩的層理就是由沉積不同尺寸的顆粒造成的。這些顆粒在向下沉降時，根據其密度和重力而分離顆粒大小。因此，在頂部集聚細、孔隙率高的碎屑物，在底部集聚密度大、孔隙率低的碎屑物，這就是所謂的正常分級（反向分級層理的大顆粒在頂部，小顆粒在底部）。顆粒的沉降速度也和介質的粘度有關。 Steno 的原始水平原理就解釋沉積岩層在形成時是水平的。

## 层理
在風成或流體沉積環境中，若傳輸能量慢慢降低，造成的粒级層理更均勻。隨著水或空氣變慢，濁度降低。懸浮中的碎屑物就會沉澱。在流體快速移動的時候，沉積物在層理面上沒有很好地分類，不能造成粒级層理.。在坡度小而寬闊河道中，緩慢流動的水能攜帶大量碎屑通過大的面積上。因此，在坡度減小的地區内，能形成大範圍的粒级層理。
不整合面是代表沉積環境變化的指標。粒级層理的建造是經由侵蝕、沉積和風化作用形成的。由碎屑材料形成的粒级層理通常由沙子和粘土組成。岩化作用後，碎屑沉積物就形成頁岩、粉砂岩和砂岩等沉積岩 。